# Анонимни опис источне Европе
Анонимни опис источне Европе (лат. Descriptio Europae Orientalis или, краће DEO) је географски и политички трактат састављен од стране писца непознатог имена 1310. године. Припада списима насталим како би инспирисали поновно освајање Свете земље која крајем 13. века у потпуности пада у руке муслимана. Садржи веома значајне податке о историји Византијског царства, Албаније, Рашке (Србије), Бугарске, Угарске, Чешке и Пољске. Био је намењен брату француског краља, Карлу Валои, који је почетком 14. века настојао освојити Цариград и обновити Латинско царство.

## Анонимни опис у Историографији
Анонимни опис (DEO) у рукописима није носио никакво име. Назив по коме га данас познајемо настао је у 20. веку од стране пољског историчара и филолога Олгјерда Гурке који је први приредио критичко издање DEO. Садржај списа заснива се на старијим изворима. За спис се знало још у 18. веку. Француски антиквар Анисе Мело први је указао на постојање DEO у опису кодекса из Француске националне библиотеке (1744). DEO је поменут у чланку о Хајтону из Корика, објављеном у Књижевној историји Француске. Гроф Ријан поменуо је DEO приликом описивања рукописа на тему латинског истока. У историографију DEO улази почетком 20. века. Шарл Колер објавио је два списа везана за DEO: дело Јерменина Хајтона и анонимни трактат Memoria de recuperatione Terre Sancte. Колерово дело подстакло је пољског научника Олгјерда Гурку да 1916. године објави први критичко издање извора у издању Јагелонског универзитета у Кракову. У питању су биле ратне године, што је његов посао свакако отежавало.
Након Првог светског рата, DEO је изазвао велико интересовање у научним круговима земаља које су у њему описане. У румунску науку уводи га историчар Николаје Јорга који је сагледавао делове списа значајне за историју Румуније. Данаил Дечев 1923. године уводи DEO у бугарску историју и објављује одломке списа везане за историју Бугарске. Српској историографији DEO је представио Владимир Ћоровић који је обрадио списе везане за српску и албанску историју. У мађарској историографији спис је представљен од стране Ј. Дера.

## Настанак Анонимовог описа
Анонимни опис настао је за потребе Карла Валоа, млађег брата француског краља Филипа IV Лепог. Карло се 1301. године оженио Катарином де Куртене, унуком последњег латинског цара Балдуина II чиме је стекао права на наслеђе латинске круне. Карло је уживао подршку авињонског папе Климента V који је настојао да његов поход прошири на крсташки рат за ослобађање Јерусалима од власти Мамелука. Папа је чак одредио десетак за потребе овог крсташког похода. Византијски цар Андроник II екскомунициран је 1307. године. Карло Валоа је формирао антивизантијску коалицију у коју улазе млетачки дужд, Филип Тарентски, солунски војни заповедник Јован Мономах, гувернер Лидије Константин Либидарис и рашки краљ Стефан Милутин. Поред тога, преговарао је и са краљем Мале Јерменије, а на своју страну привлачи и Андроникове противнике на Балкану, Каталинску компанију. Преговоре у његово име водио је Тибо од Сепоа. Он је приликом преговора у Венецији упознао Марка Пола који му је дао примерак својих "Милиона", а који данас представља једини сачуван примерак овог дела. После Венеције, Тибо путује на Еубеју где преговара са вођама Каталинске компаније (у спису се они називају "војском господина Карла"). Након погибије Руђера де Флора, Компанију је предводио Бернат де Рокафорт. Преговори Милутина и Карла Валоа отпочели су на иницијативу рашког краља и завршени су склапањем споразума и договором о склапању брака Милутинове ћерке Царице (Зорице) и Карловог сина Карла Аленсона (брак никада није остварен). Том приликом Милутин се приближио и папи Клименту са којим је преговарао о црквеној унији. Разлог је била његова жеља да стекне подршку у борби против брата Драгутина и легитимитет свога сина Стефана Дечанског који је своју бабу Јелену наследио на челу Зете. Смрћу Карлове жене Катарине, коалиција се распада (крајем 1307). Карло Валоа се умешао у борбу око круне Светог римског царства, али је касније поново долазио на идеју о походу на Свету земљу. У те сврхе је и настао спис.

## Аутор
Олгјерд Гурка је, проучавајући садржину DEO закључио да је спис настао 1308. године од стране доминиканца блиског Карлу Валои. Међутим, његови закључци су оспорени. Најпре, пажљивијим проучавањем текста увиђа се да Аноним описује догађаје који су се одиграли крајем 1310. године, те се данас сматра да је спис настао у то време. Потом, нигде у спису нема потврде да је аутор припадао доминиканском реду. Да је аутор припадао папском, а не окружењу Карла Валое потврду наилазимо већ у проучавању описа Рашке и Србије. Драгутин, владар Србије, приказан је у лепом светлу, док је Милутин, владар Рашке, приказан као владар који мрзи и прогони католике. Нема разлога да неко из окружења Карла Валое на такав начин пише о Милутину са којим је брат француског краља покушавао да склопи споразум. Са друге стране, Драгутин није био интересантан Карлу Валои, а велики део поглавља о српским земљама му је посвећен. Закључци анонимног аутора показују да се налазио у окружењу папе, али да је био наклоњен Карлу. Поглавље у угарској историји, о канонизацији Марије Угарске, ћерке Беле IV, коју је тражио тадашњи анжујски претендент Карло Роберт, а са којим је аутор био упознат, још један је од доказа да је аутор припадао окружењу папе. Суочен са претензијама Драгутиновог сина Владислава, кога је подржавао Ладислав Кан, Карло Роберт је, уз помоћ папе, настојао да ојача свој положај у Угарској преко везе са Арпадовцима. Грађански рат трајао је до 1310. године. Аутор је био упознат са детаљима појединих догађаја везаних за ратовање Каталинске компаније. Код града Филипи, у делу Грчке где је Компанија деловала, још увек може да се види штала коња Букефала Александра Великог, казује анонимни аутор. То доказује да је био упознат са стањем на терену, могуће преко самог Тибоа од Сепоа. Такође, Аноним је упознат са словенским називом Атоса - Светигора.

### Обавештеност Анонима
Познавање географије анонимног аутора није било на високом нивоу. Он се служио делима средњовековних енциклопедиста за географију земаља које није лично познавао. У опису српских земаља, Аноним показује прилично добро познавање локалне географије. Аутор показује добро знање из политичке историје земаља на јадранском приморју. Вероватно информације које је добијао потичу из римокатоличких кругова. Такође, аутор, будући да је потицао из папског окружења, познавао је добро везе између напуљских Анжујаца и династије Арпада. Подаци о земљама Милутина и Драгутина углавном су тачни. Такође су му биле познате родбинске везе између Хабзбурговаца и Пјастовића и Пшемисловића. Познавање прилика у Угарској вероватно је било могуће услед информација које је папи слао легат Гентил де Монтефјоре. Он је боравио у Угарској од 1307. до 1311. године покушавајући да убеди тамошње великаше (Матеја Чака, Амадеја Абу, Хенрија Кисегија и Ладислава Кана) да прихвате Карла Роберта за новог краља. DEO нема особине путописа што даје могућност да аутор није посетио многе од земаља које описује. Такође, Гуркина претпоставка да је Аноним доминиканац, односно црквењак, не налази потврду у садржини списа. Библијски цитати које је употребљавао били су општепознати, а ауторов приступ догађајима је сасвим световни.

## Рукописи
Олгјерд Гурка је при издавању критичког издања DEO користио свих пет познатих рукописа текста. Рукописе је пре њега користио Шарл Колер. Први рукопис налази се у Националној библиотеци у Паризу (сигнатура: ms. lat. 5515). Написан је на пергаменту, на 80 листова и добро је очуван. Састављен је у првој половини 14. века. Кодекс се завршава исечцима превода "Хронике" Виљема од Тира. Други рукопис налази се у Париској библиотеци (сигнатура: ms. lat. 14693). Сви, сем неколико оштећених листова, су добро очувани. Трећи рукопис налази се у Градској библиотеци у Поатјеу (сигнатура: ms. 263). Добро је очуван. Потиче такође из прве половине 14. века. Четврти рукопис чува се у Универзитетској библиотеци у Лајдену (сигнатура: cod. lat. 66). Израђен је од хартије, на 48 листова, добро очуваних. Писан је крајем 14. века, а садржи бројне белешке на маргинама. Пети рукопис налази се у Националној библиотеци у Паризу (сигнатура: ms. lat. 5515 A). Израђен је на хартији, а састоји се од 56 листова. Писан је у 15. веку. Делимично је оштећен влагом.